# Dair Mar Elia

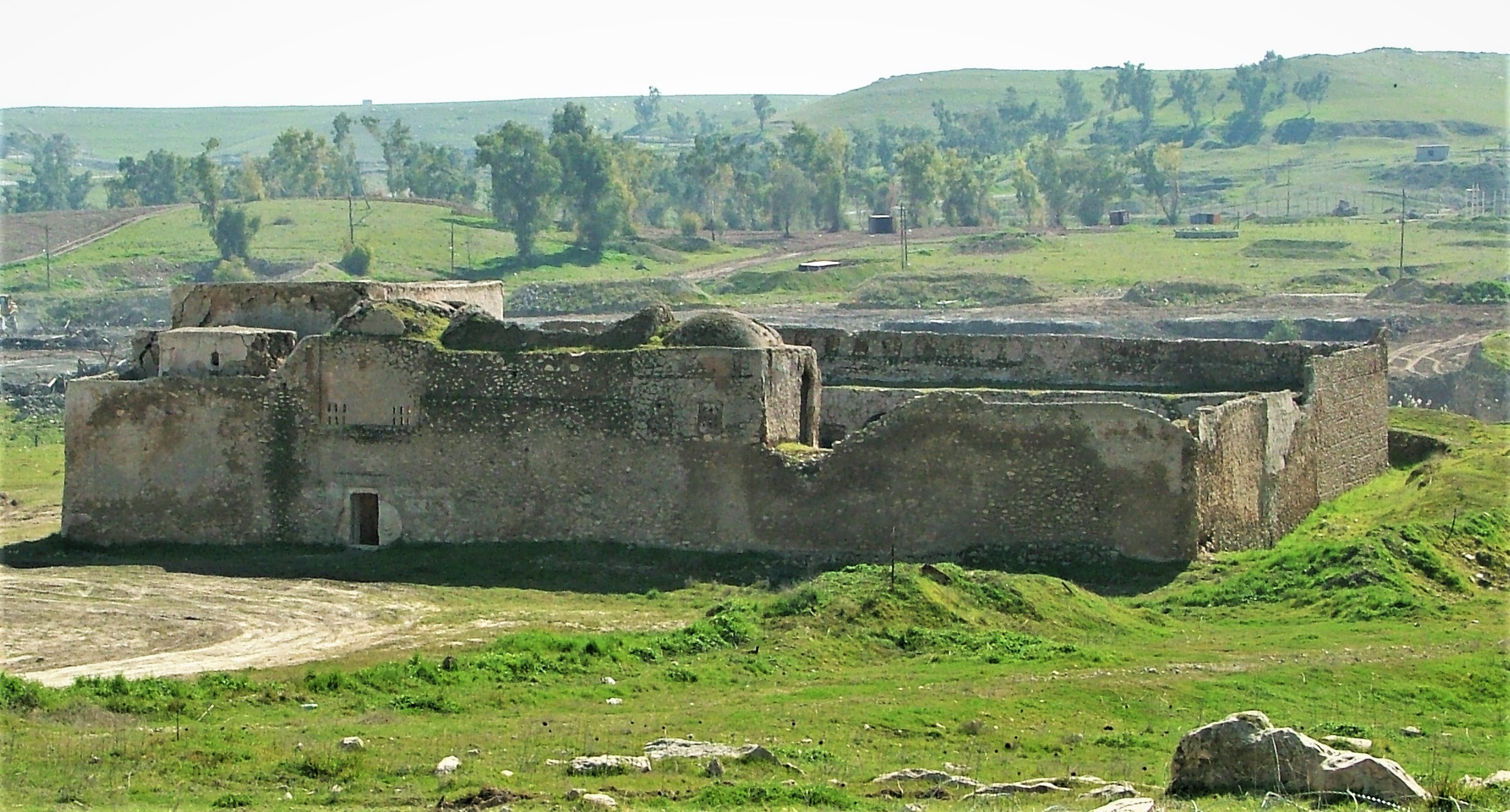
Dair Mar Elia, Mosul, Irak (2005)

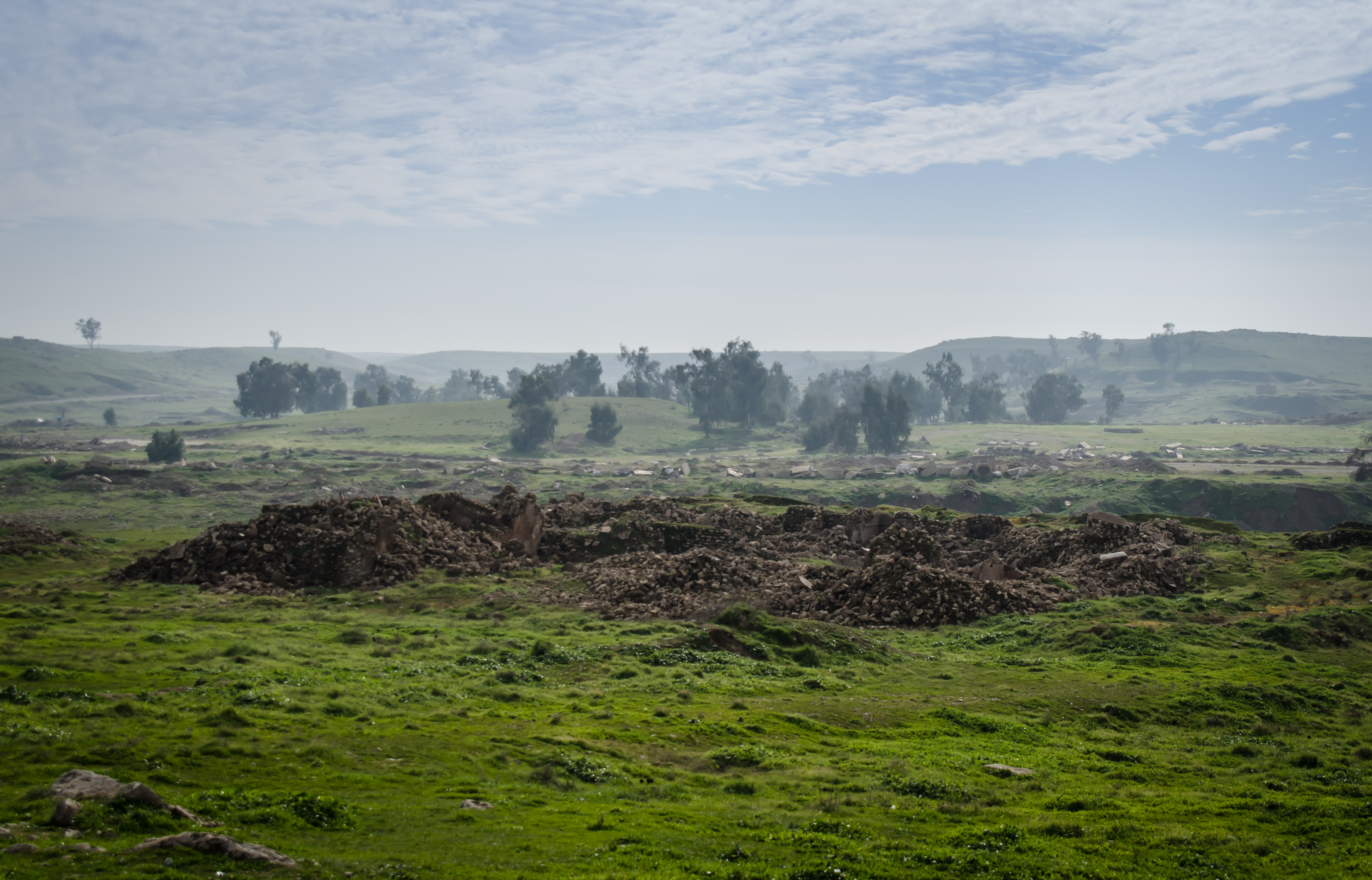
Dair Mar Elia (2019)

Dair Mar Elia (în siriacă ܕܝܪܐ ܕܡܪܝ ܐܝܠܝܐ, în Arabă: دير مار إيليا) este o mănăstire creștină abandonată, cea mai veche din Irak, datând din secolul al VI-lea. Este localizată în Provincia Nineveh la sud de Mosul. Mănăstirea a fost fondată în jurul anului de 595 d.Hr. de Mar Elia, un călugăr asirian, care a studiat anterior la Al-Hirah și mai târziu, în mănăstirea mare, la muntele Ezla în Turcia. Mai târziu a fost pretinsă de creștinii caldeeni. Mănăstirea a fost centrul comunității creștine regionale. Timp de secole mii de creștini vizitau mănăstirea pentru a celebra sărbătoarea lui Mar Elia, fixată în ultima miercuri a lunii noiembrie.
Mănăstirea a fost renovată în secolul 17 de Hurmizd Alqushnaya. În 1743 liderul persan Șahul Nadir a ordonat distrugerea bunurilor sale și moartea călugărilor care locuiau acolo. Mănăstirea a rămas în ruine până la începutul secolului XX, atunci când unele săli și camere au fost restaurate. În timpul Primului Război Mondial Dair Mar Elia a fost un loc de refugiu, care a dus la reconstruirea unei părți a sitului. Structura, împreună cu rezervorul vecin și izvoarele de ape minerale naturale, au fost îngrijite de Biserica Catolică Caldeeană, iar pelerinii creștini au continuat să viziteze ruinele.
Începând cu anii 1970 perimetrul mănăstirii a fost folosit ca bază militară a Gărzii Republicane Irakiene.
După invazia Irakului din 2003 locul a intrat în baza de operare a forțelor americane, care au început să viziteze și mai târziu să pună în valoare acest sit. Batalionul 94 de Ingineri a efectuat un studiu topografic al mănăstirii. Dair Mar Elia a fost delimitată pentru a proteja locul religios, iar unii soldați au activat ca ghizi organizând vizitarea ruinelor pentru ceilalți militari. Aceste acțiuni au fost parte a unui efort pe termen lung, pentru a-i ajuta pe irakieni să devină mai conștienți de sit, precum și pentru a promova interesul pentru conservarea patrimoniului istoric.
În mai 2008 arheologii irakieni au putut să viziteze zonele pentru prima dată după războiul din 2003. În timp ce unele porțiuni au nevoie de protecție la intemperii, alte zone care au fost în mare măsură neexcavate au fost protejate contra jefuitorilor.
În anul 2014 zona Mosul a fost ocupată de militanții Statului Islamic, care au distrus ruinele fostei mănăstiri, concomitent cu distrugerea artefactelor Muzeului din Mosul.